# SR3MM
SR3MM è il terzo album in studio del duo hip hop statunitense Rae Sremmurd, pubblicato il 4 maggio 2018.
Il disco è composto da tre album: SR3MM, Swaecation e Jxmtro.

## Sfondo
All'inizio del 2018, i Rae Sremmurd e Mike Will Made It annunciarono che Swae Lee e Slim Jxmmi avrebbero pubblicato i loro album da solista intitolati rispettivamente Swaecation e Jxmtroduction (poi cambiato in Jxmtro), in un triplo album del duo.

## Singoli

### SR3MM
Dal primo album SR3MM sono stati estratti quattro singoli: Perplexing Pegasus, T'd Up, Powerglide e Close.

#### Perplexing Pegasus
Il primo singolo, Perplexing Pegasus è stato pubblicato il 4 agosto 2017. La canzone è stata prodotta da Pluss e Mike Will Made It.
Il videoclip, diretto da Tomás Whitmore è stato pubblicato il 17 novembre 2017.

#### T'd Up
Il secondo singolo, T'd Up è stato pubblicato il 5 febbraio 2018.
La canzone è stata annunciata da Mike Will Made It via Twitter il giorno prima dell'uscita. Il singolo è stato anche eseguito il 4 febbraio 2018 al Super Bowl LIVE in preparazione del Super Bowl LII.

#### Powerglide
Powerglide, il terzo singolo è stato pubblicato il 1º marzo 2018. La canzone ha visto la partecipazione del rapper Juicy J.
Il video musicale è stato pubblicato il 13 marzo 2018.
La canzone ha raggiunto la posizione n°34 nella Billboard Hot 100.

#### Close
Close è il quarto singolo dell'album, pubblicato il 18 aprile 2018 e che ha visto la partecipazione di Travis Scott.
La canzone ha raggiunto la posizione n°98 nella Billboard Hot 100.

### Swaecation

#### Hurt to Look/Guatemala
I due singoli dell'album Hurt to Look e Guatemala sono stati pubblicati rispettivamente il 1º marzo e l'11 aprile 2018.
Guatemala è stato realizzato insieme a Slim Jxmmi

### Jxmtro

#### Brxnks Tracks/Chanel
I due singoli Brxnks Tracks e Chanel sono stati pubblicati rispettivamente il 1º marzo e il 5 aprile 2018.
Chanel, realizzato con Swae Lee, ha visto la partecipazione di Pharrell Williams.

## Accoglienza
| Recensione           | Giudizio                                  |
| -------------------- | ----------------------------------------- |
| Metacritic           | 77/100                                    |
| AllMusic             | [ 17 ]                                    |
| Consequence of Sound | C+                                        |
| Exclaim!             | 7/10                                      |
| The Guardian         | [ 20 ]                                    |
| Pitchfork            | 8.1/10 7.4/10 (Swaecation) 7.6/10 (Jxmtro |
| Rolling Stone        | [ 22 ]                                    |

L'album è stato accolto positivamente dalla critica. Su Metacritic ha un punteggio di 77 su 100, basato su 9 recensioni.
Neil Yeung di AllMusic ha scritto "Nel complesso, SR3MM dura quasi due ore: l'album è un investimento serio nel tempo. Tuttavia, suddiviso in tre parti come previsto, fornisce un trio di morsi facilmente digeribili che conferisce a Swae Lee e Slim Jxmmi la libertà di assecondare il proprio talento artistico mantenendo il loro legame come duo". Per Alexis Petridis del The Guardian SR3MM è "un triplo album decente, ma sarebbe stato meglio ridurload un eclettico album singolo. Nessuno degli album è un'affermazione epica come suggerisce il concetto, e le migliori canzoni di ciascuno potrebbero vivere felici fianco a fianco in un singolo album".
Sheldon Pearce di Pitchfork scrive "Il triplo album di Slim Jxmmi e Swae Lee è la loro più chiara affermazione personale". Clayton Purdom di The AV Club crede che SR3MM "offra quantità e qualità azzerando il carisma dei suoi creatori, chiarendo l'appeal che è stato lì per tutto il tempo. Nello strano pantheon dei tripli LP, non c'è nient'altro del genere".

## Tracce

### Disco 1: SR3MM
1. Up in My Cocina – 4:06
2. Close (feat. Travis Scott) – 3:13
3. Bedtime Stories (feat. The Weeknd) – 4:52
4. Perplexing Pegasus – 3:24
5. Buckets (feat. Future) – 4:41
6. "42" – 3:58
7. Powerglide (feat. Juicy J) – 5:32
8. Rock n Roll Hall of Fame – 4:26
9. T'd Up – 3:52

### Disco 2: Swaecation (Swae Lee)
1. Touchscreen Navigation – 3:17
2. Heartbreak in Encino Hills – 4:13
3. Heat of the Moment – 3:37
4. Offshore (feat. Young Thug) – 5:28
5. Guatemala (con Slim Jxmmi) – 4:16
6. Lost Angels – 3:24
7. Hurt to Look – 4:16
8. Red Wine – 2:28
9. What's in Your Heart? – 4:14

### Disco 3: Jxmtro (Slim Jxmmi)
1. Brxnks Truck – 2:29
2. Players Club – 2:08
3. Anti-Social Smokers Club (feat. Zoë Kravitz) – 2:43
4. Slim Jxmmi e Swae Lee – Chanel (feat. Pharrell Williams) – 4:24
5. Cap (feat. Trouble) – 3:12
6. Changed Up – 3:28
7. Keep God First – 3:41
8. Juggling Biddies (feat. Riff 3X) – 2:48
9. Growed Up – 3:20

#### Campionamenti
- Powerglide contiene campionamenti di Side 2 Side dei Three 6 Mafia.

## Personale

### SR3MM

#### Tecnico
- Steve Hybicki – missaggio (tracce 1, 8)
- Jaycen Joshua – missaggio (tracce 2, 3, 5–7, 9)
- Randy Lanphear – missaggio (traccia 4)
- Mike Will Made It – missaggio (traccia 7)

### Swaecation

#### Tecnico
- Steve Hybicki – missaggio (tracce 1, 2, 4, 6-9)
- Jaycen Joshua – missaggio (traccia 3)
- Randy Lanphear – missaggio (traccia 7)
- Mike Will Made It – missaggio (traccia 5)

### Jxmtro

#### Tecnico
- Steve Hybicki – missaggio (tracce 1-3, 5, 6, 8, 9)
- Randy Lanphear – missaggio (traccia 7)
- Mike Will Made It – missaggio (traccia 1)